# لاجئ القنب
لاجئ القنب (أو لاجئ المارجوانا) هو مصطلحٌ يُستخدم أساسًا في الولايات المتحدة وكندا، ويشير إلى الأشخاص الذين انتقلوا من مكانٍ إلى آخر بسبب قوانين حظر القنب، مدفوعين إما برغبتهم في الحصول على وصولٍ قانوني للقنب لعلاج حالات طبية لأنفسهم أو لأفراد عائلاتهم أو لاستهلاك القنب بشكلٍ قانوني لأي سببٍ آخر. تريمِغرانت (trimmigrant) هو مصطلحٌ يرتبط ويشير إلى العمال المهاجرين الذين يسافرون إلى إميرالد ترايانغل خلال الصيف للعمل في الحصاد الموسمي للقنب.